# Ялфимов, Александр Петрович
Александр Петрович Ялфимов (род. 23 июня 1948, Серебряково, Уральская область, Казахская ССР) — казахстанский прозаик, публицист, писатель-фольклорист. Член Союза писателей России с 2005 года.

## Биография
Александр Петрович Ялфимов родился 23 июня 1948 года в посёлке Серебряково в семье уральских казаков. Потомок старообрядцев. Младший из семи детей.
В 1967 году призван в Советскую армию, демобилизован в 1970. После этого поступил на исторический факультет Уральского педагогического института им. А. С. Пушкина (в настоящее время Западно-Казахстанский государственный университет им. М.Утемисова), который окончил в 1976 году.

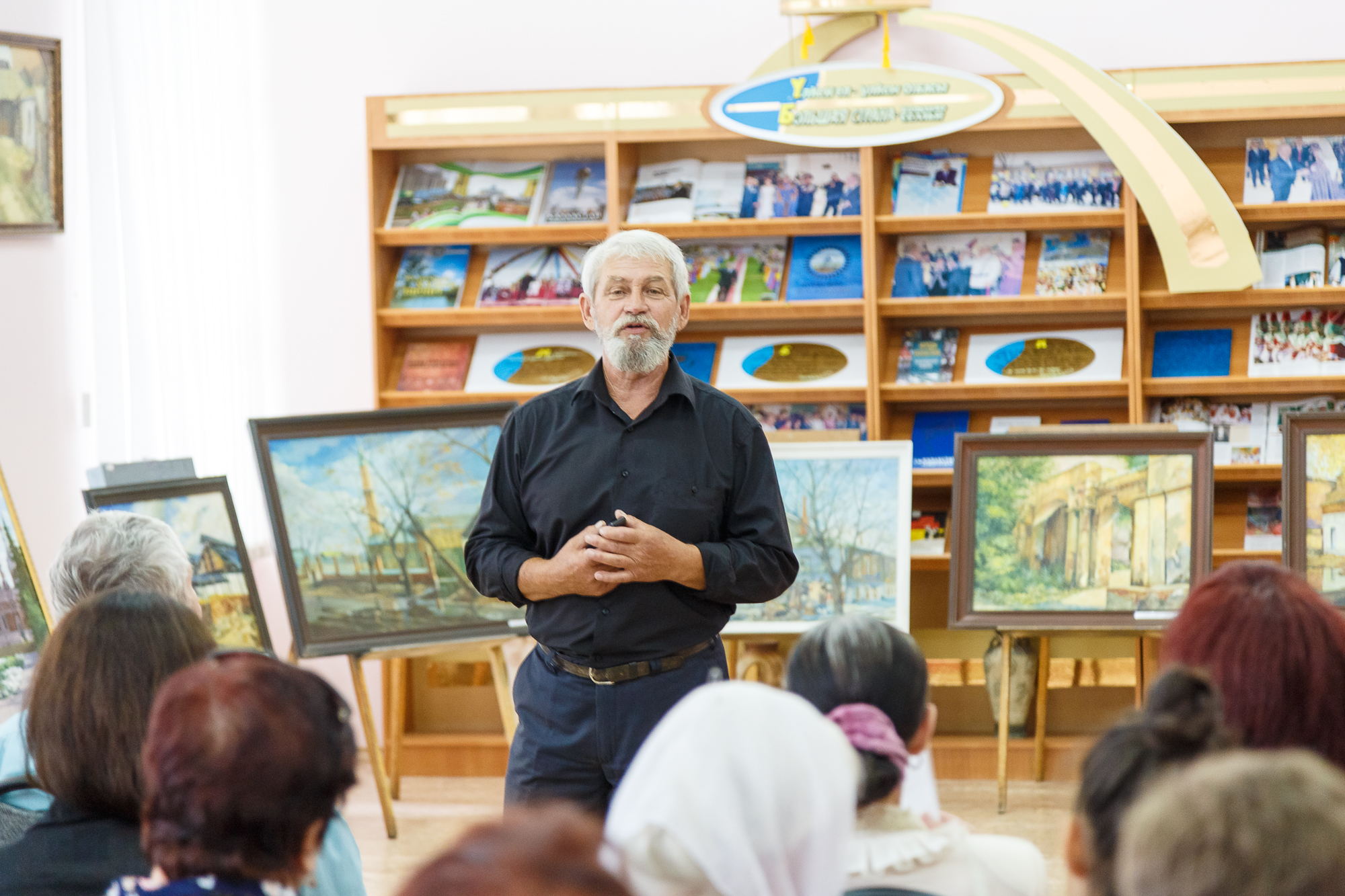
Александр Ялфимов на выставке уральских художников в библиотеке имени Хамзы Есенжанова, 2016 год

Первые произведения опубликовал в 1993 году, первый сборник —"На Запольной реке" — вышел в 2001 году. Публиковался на страницах литературных журналов «Простор» (Алматы), «Гостиный двор» (Оренбург), «Дон» (Ростов-на-Дону).
В числе местных историков, краеведов и писателей принял участие в создании народного музея «Старый Уральскъ».
Александр Ялфимов возглавлял областной фольклорно-этнографический центр «ЯИК» Ассамблеи народа Казахстана Западно-Казахстанской области, уделял больше внимание культуре уральского казачества.
В 2005 году принят в Союз писателей России.

## Награды и премии
- Дипломант Премии им. М. А. Шолохова к 100-летию со дня рождения, в номинации «Они сражаются за родину» (2005).
- Лауреат областной литературной премии им. С. Т. Аксакова (2011).
- Премия альманаха «Гостиный двор» им. Валериана Правдухина (2013).
- Лауреат региональной российской литературной премии имени П. И. Рычкова (2013).
- Обладатель «Золотого диплома» Международного славянского форума «Золотой Витязь» (2018).
- Медаль «Президента Республики Казахстан».
- Крест Михаила Архангела во славу русского воинства от Русской православной церкви.

## Иллюстрации

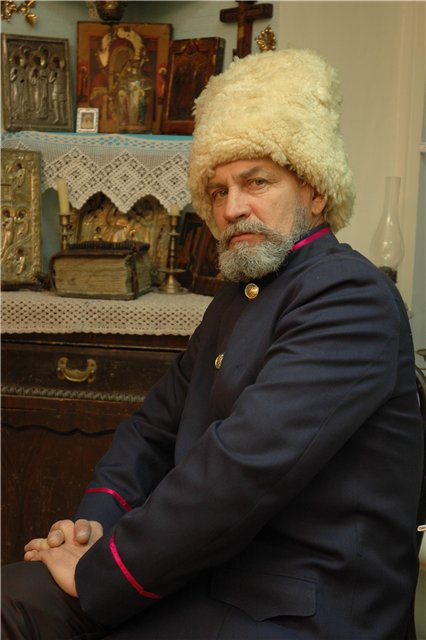
В музее Старый Уральск
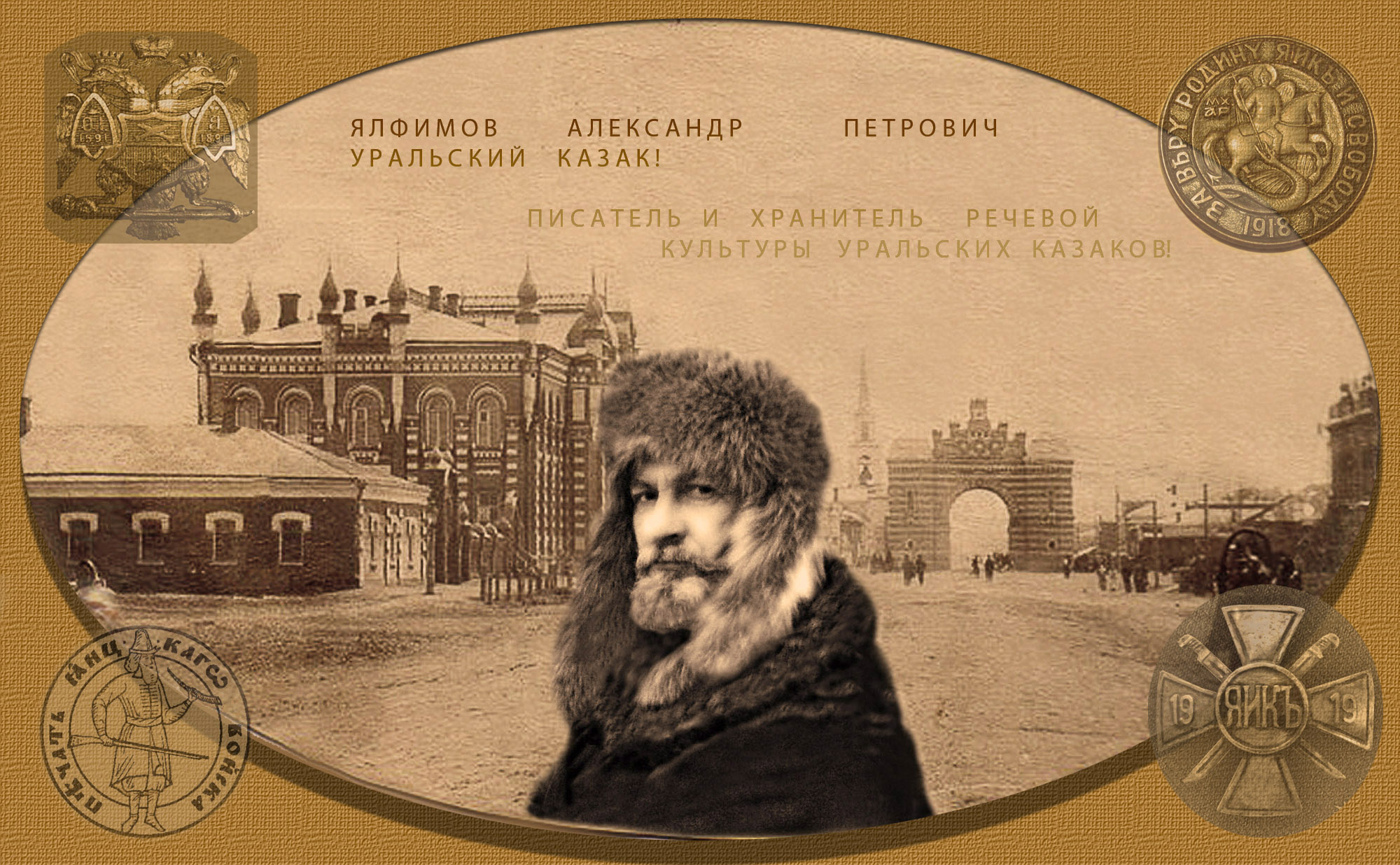
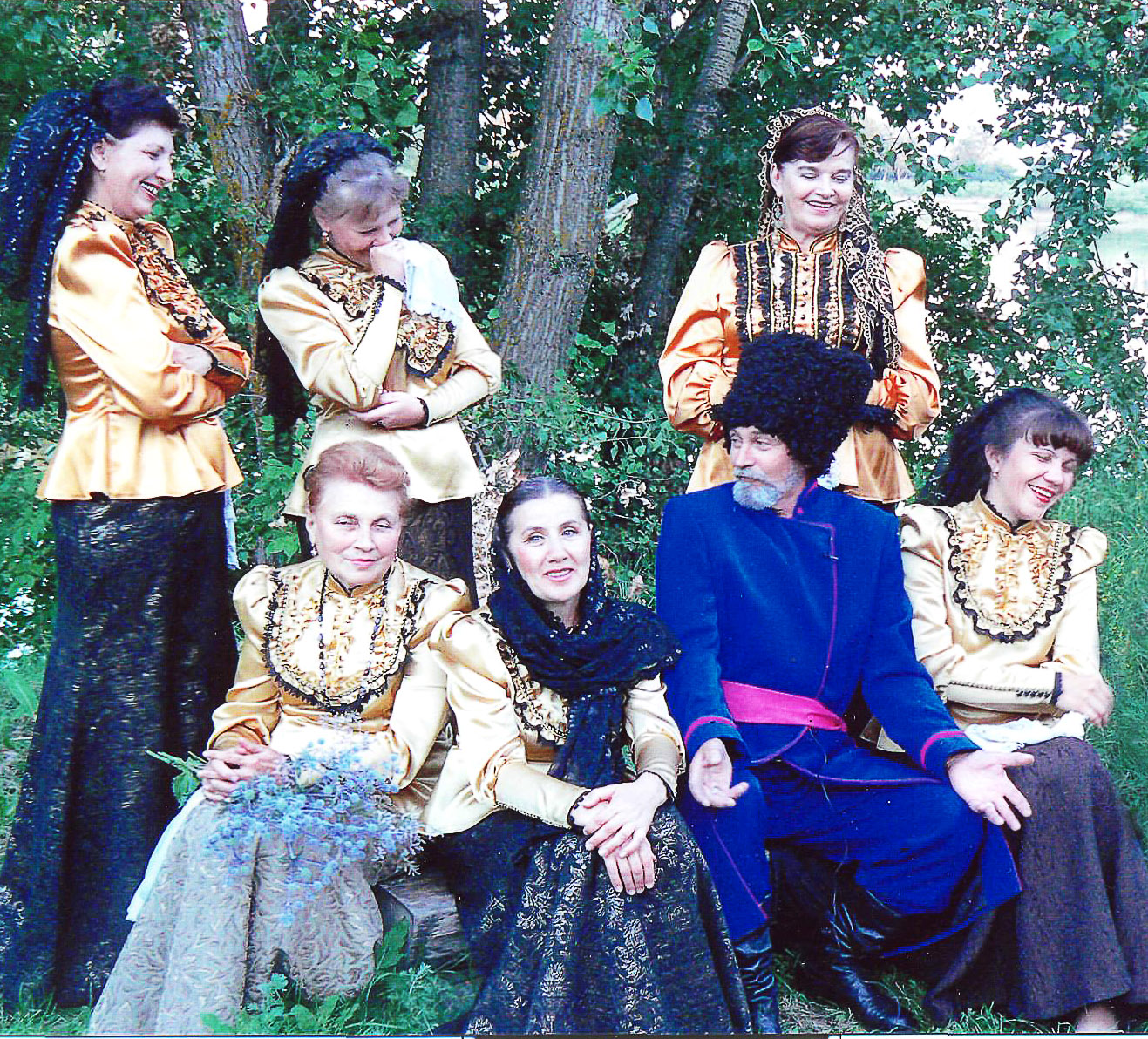
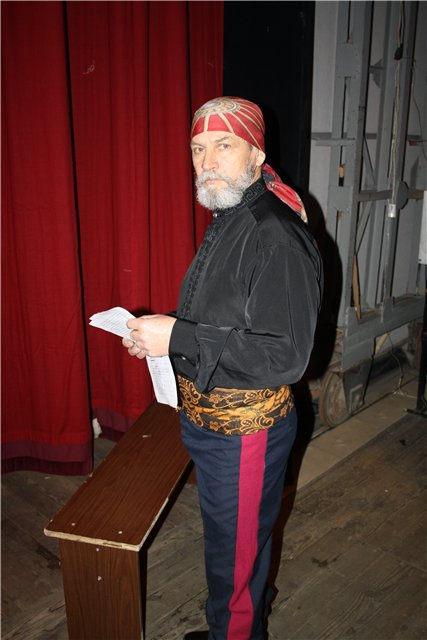

## Произведения

### Книги
- «На запольной реке» (2001)
- «Казачий норов» (исторический роман, 2003)
- «Подворье уральского казака» (2006, этнографический очерк)
- «Предания. Рассказы. Байки из жизни яицких — уральских казаков» (2007)
- «Живите, братцы, пока Москва не знает» (исторический роман, 2003)
- Исторический роман «Планида» (2020). По роману «Планида» и «Казачий норов» был написан сценарий исторического многосерийного фильма «Уральцы» (фильм не снят).

### Публикации в периодике
Печатается в журналах: «Простор» (Алматы), «Дон» (Ростов-на-Дону) «Гостиный Двор» и «Оренбургская заря» (Оренбург).